# Theodore E. Gildred
Theodore Edmonds Gildred (Ciudad de México, 18 de octubre de 1935-Montana, 3 de enero de 2019) fue un empresario estadounidense, que se desempeñó como embajador de Estados Unidos en Argentina entre 1986 y 1989.

## Biografía
Nació en la Ciudad de México en octubre de 1935. Entre 1955 y 1957, sirvió en el Ejército de los Estados Unidos, e integró la reserva de la Fuerza Aérea de los Estados Unidos de 1959 a 1969. Se graduó de la Universidad de Stanford en 1959; estudió en la Sorbona y en la Universidad de Heidelberg.
Desarrolló la mayor parte de su carrera en el sector privado, siendo directivo y presidente de diversas compañías en California, incluyendo también el rubro de negocios inmobiliarios en México y un banco en San Diego (California).
De 1986 a 1989 fue embajador de Estados Unidos en Argentina, designado por el presidente Ronald Reagan.
Desarrolló el Country Club y el desarrollo comunitario de Lomas Santa Fe, y estableció la Fundación Gildred para apoyar los estudios latinoamericanos en la Universidad de Stanford y la Universidad de California en San Diego.
Fue piloto, al igual que su padre, siendo incluido en el Salón de la Fama del Museo aeroespacial de San Diego.
Falleció en Montana el 3 de enero de 2019, a los 83 años. Llevaba algún tiempo enfermo.